# Kapp Records
Kapp Records — американская звукозаписывающая компания, принадлежавшая MCA Records.

## История
Звукозаписывающая компания была создана Дэвидом Каппом в 1954 году. Первыми успехами лейбла были релизы Джейн Морган, а так же запись американского пианиста Роджера Уильямса, который с композицией «Опавшие листья» занял первую строчку в чарте Billboard в ноябре 1955 года. Следующим крупным успехом лейбла был выпуск в 1964 году заглавной композиции «Hello, Dolly!» из одноименного бродвейского мюзикла в исполнении Луи Армстронга. Композиция снова заняла первое место в чартах Billboard и была включена в «чарт Billboard за все времена».
В 1967 году лейлб был продан консорциуму MCA Inc. и впоследствии стал частью лейбла MCA Records. В это время лейбл активно сотрудничал с Шер. В частности, на лейбле в 1971 году был записан первый сингл Шэр, занявший топ-1 чарта Billboard — «Gypsys, Tramps & Thieves». Последний релиз под брендом Kapp records вышел в 1973 году. Впоследствии все издания лейбла перешли в каталог MCA Records. MCA Records, в свою очередь, в 2003 году была объединена с Geffen Records, входящей в структуру Universal Music Group. Эта же компания на момент 2023 года продолжает переиздавать альбомы, записанные Kapp Records.